# Filzbach
Filzbach é uma comuna da Suíça, no Cantão Glaris, com cerca de 542 habitantes. Estende-se por uma área de 13,93 km², de densidade populacional de 39 hab/km². Confina com as seguintes comunas: Amden (SG), Ennenda, Mollis, Obstalden, Weesen (SG).
A língua oficial nesta comuna é o Alemão.

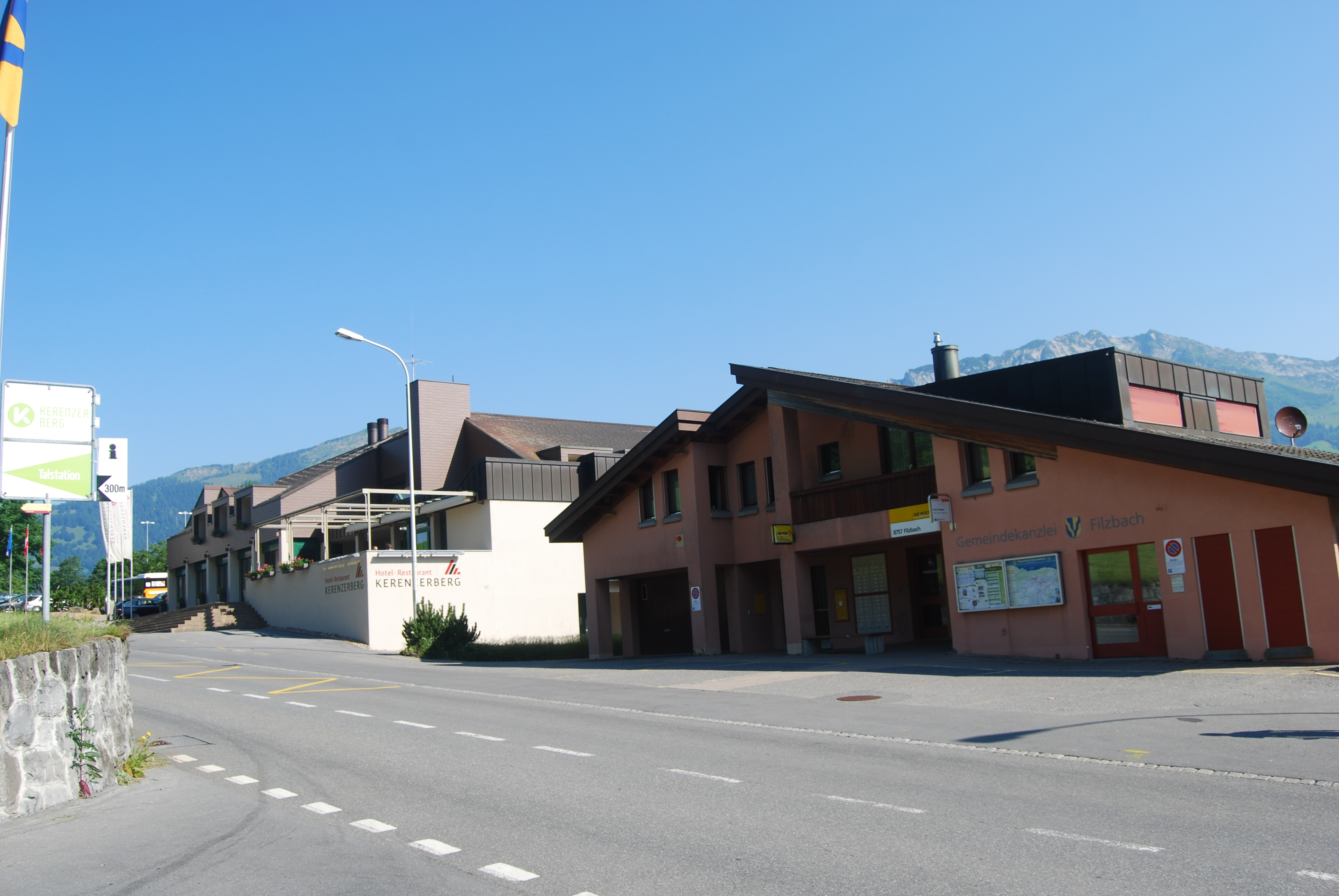
Filzbach.